# Rachispoda gel
Rachispoda gel är en tvåvingeart som först beskrevs av Papp 1978.  Rachispoda gel ingår i släktet Rachispoda, och familjen hoppflugor. Arten är reproducerande i Sverige.